# گردنه رازان
گردنه رازان بخشی از جاده بروجرد به خرم آباد است که در بخش زاغه قرار دارد. نام این گردنه برگرفته از روستای رازان در کناره آن است. این گردنه در زمستانها برفگیر است و در بارشهای سنگین برف بسته می‌شود. قهوه خانه رازان در این منطقه قرار دارد.